# Giacomo Amoretti
Giacomo Amoretti (San Pancrazio Parmense, 25 luglio 1738 – 27 gennaio 1820) è stato un incisore, inventore e orologiaio del Ducato di Parma e Piacenza, al servizio del quale fu ufficiale della compagnia di Porta Santa Croce nel Terzo Suburbano di Parma. Fu allievo punzonista di Giambattista Bodoni e partecipò all'attività della tipografia e fonderia dei Fratelli Amoretti di San Pancrazio Parmense.

## L'attività di orologiaio e inventore
Giacomo Amoretti esercitava nella nativa San Pancrazio il mestiere di fabbro e orologiaio con non comune perizia.
Risale al 1769 un'elegante fresatrice per ruote dentate di orologi, che reca quattro iscrizioni: "Giacomo Amoretti ferraio in S. Pancrazio / F. S. D. M. / anno 1769", "Di dolce ferro son creato / ma con le tempre son armato", "Di cento e più pezzi son construto / ma come semplice ordegno io son' tenuto", "I' grandi con lingua sol tocar il vivo / s' a' lor si dice ciò che sentir non voliono". L'ultima sibillina iscrizione, nascosta in modo che possa essere letta solo smontando la fresatrice pezzo per pezzo, è una protesta contro le pesanti condizioni politiche e sociali dell'epoca e significa: colle parole soltanto si può punger sul vivo i potenti, dicendo loro cose che non sentono volentieri, ossia la verità.
Giacomo fabbrica orologi a colonna, tra cui si distinguono uno del 1770 e uno del 1793, che ancora ai primi del Novecento era utilizzato dall'orologiaio parmigiano Vittorio Caviglia come regolatore del tempo. Egli è famoso per aver realizzato anche grandi orologi per le torri pubbliche.
Il Corriere di Parma del 1889 lo riporta inventore di un meccanismo per la misurazione delle distanze stradali in miglia, collegato ad una carretta, fatto confermato dalla tradizione familiare.

## La collaborazione con Bodoni
Essendo fabbro e meccanico di talento, fu assunto dal tipografo della corte di Parma Giambattista Bodoni, al quale fu di grande aiuto nel 1774 incidendo i punzoni e battendo e rettificando le matrici per i caratteri dell'Epithalamia exoticis linguis reddita del De Rossi (edita nel 1775).
Le lettere di Giuseppe Bodoni a Giambattista del 1783 e del 1788 attestano l'amicizia tra Giacomo e la famiglia Bodoni.
Giandomenico Bodoni nel 1783 scrive ai fratelli Giuseppe e Giambattista: "Quanto piacere ho provato a vedervi ed ammirare le faticose opere vostre. Se non mi fosse noto, crederei che lavoraste per arte magica: io non so comprendere come possiate fare ed aver fatto tante cose; bisogna che quel Giovine (don Andrea), od altro Ferraro, che io conobbi quando fui in Parma, che vi facea le forme da gettare (Giacomo Amoretti), vi aiuti forte nello sgrossare i punzoni".

## L'officina dei Fratelli Amoretti
Nel 1791 si consumò il dissidio tra Bodoni e gli Amoretti e Giacomo intraprese coi nipoti don Andrea Amoretti, Giovanni, Pietro e Vittorino e i fratelli Pancrazio e Francesco l'attività in proprio, fondando l'officina dei cosiddetti Fratelli Amoretti.
Giacomo in particolare incise punzoni e perfezionò macchine tipografiche.

## L'impegno pubblico
Giacomo si arruolò nell'esercito del Ducato di Parma e Piacenza e fu inquadrato nella compagnia di Porta S. Croce del Terzo Suburbano di Parma, della quale fu dapprima aiutante (l'equivalente del maresciallo moderno), poi alfiere dal 12 aprile 1792, tenente dal 12 gennaio 1795 e capitano dal 19 dicembre 1799. Il soprannome di ajutante lo accompagna nella corrispondenza tra Giuseppe e Giambattista Bodoni.
La sua simpatia per le idee rivoluzionarie è testimoniata dalla frase incisa sulla sua fresatrice e dal suo farsi chiamare Jacques, alla francese. E in effetti il governo francese lo premiò allorché nel 1806 il territorio del Ducato fu suddiviso in 13 mairies (comuni) e Giacomo fu nominato il 23 marzo primo maire (sindaco) del Comune di San Pancrazio Parmense, mantenendo la carica fino al 1813.
Giacomo era anche uomo pio: fu priore delle Compagnie del Santissimo Sacramento e del Santissimo Rosario di San Pancrazio.

## La scomparsa
Giacomo morì il 27 gennaio 1820 e fu sepolto davanti alla porta maggiore della chiesa di San Pancrazio, sulla cui facciata fu apposta la seguente iscrizione: A XP Ω / Jacobus Amorettus / hic est positus vir pius probus ingeniosus / qui superiorum principum tempore / centurio militum paganorum / vici huius sub gallorum imperio / magister adlectus / horologia grandiora singulari / artificio elaboravit / typographicis formis egregie cudendis / incubuit / vixit an. LXXXI mens. V d. XXIX / decessit VII K. febr. a. MDCCCXX / heredes benemerenti / fac. cur.
(trad.: "A XP Ω / Giacomo Amoretti / qui è posto un uomo pio onesto ingegnoso / che all'inizio del suo tempo / capitano delle milizie foresi / di questo villaggio sotto il comando dei galli (francesi) / eletto maestro / orologi tra i più grandi e singolari / elaborò con mestiere / coniando egregie forme tipografiche / si sdraiò / visse anni 81 mesi 5 giorni 29 / morì il settimo giorno alle kalende di febbraio anno 1820 / gli eredi benemerenti / fecero e curarono").